# Carlos Thompson Flores
Carlos Thompson Flores (Porto Alegre, 4 de junho de 1843 – 10 de novembro de 1904) foi um jurista, jornalista, professor e político brasileiro.

## Biografia
Filho do médico Dr. Luís da Silva Flores - o conhecido Dr. Flores, que dá nome a uma das principais ruas do Centro Histórico de Porto Alegre, bem como a outra rua do bairro Teresópolis, da mesma cidade, e de Maria da Glória Thompson, filha do capitão de fragata da Marinha Real Britânica, James Thompson. Casou-se com D. Luísa Elvira Fernandes dos Reis Flores, filha do Marechal de Campo Salustiano Jerônimo dos Reis, Barão de Camaquã, destacado militar do Império. Tiveram 8 filhos, dentre eles, Luiz Carlos Reis Flores, pai do ministro do STF Carlos Thompson Flores (neto) e Francisco Thompson Flores que foi o ministro relator do Tribunal Federal de Contas que rejeitou as contas de Getúlio Vargas em 1937. É também trisavô do Desembargador Carlos Eduardo Thompson Flores. 
Formou-se na Faculdade de Direito do Largo de São Francisco, da Universidade de São Paulo, em 27 de novembro de 1865, retornando à província de São Pedro do Rio Grande do Sul, onde foi nomeado promotor público de Porto Alegre permanecendo até 15 de julho de 1871. Foi também nomeado, em 18 de junho de 1875, juiz de direito.
Foi membro da Sociedade Partenon Literário. Filiado ao Partido Liberal, trabalhou também no jornal A Reforma, órgão do partido.
Foi deputado provincial da Assembléia Provincial de 1871 a 1876, sendo seu presidente em janeiro de 1875. Foi vice-presidente da província do Rio Grande do Sul, de 19 de julho de 1878 a 15 de abril de 1880. Foi presidente interino de 19 de janeiro de 1879 a 15 de abril de 1880.
Com a proclamação da república brasileira em 15 de novembro de 1889, participou, inicialmente, da composição do Superior Tribunal de Justiça do Estado entre os anos de 1890-1892. Logo foi nomeado desembargador em 31 de dezembro de 1892, tomando posse de seu cargo em 13 de janeiro de 1893, quando se instalou efetivamente o Tribunal. Chegou a ser eleito vice-presidente deste mesmo Tribunal em 3 de janeiro de 1896, sendo reeleito para mais um período em 8 de janeiro de 1897.
Dedicou-se também ao magistério superior, tendo sido o fundador e primeiro diretor, em 24 de setembro de 1900, da Faculdade Livre de Direito de Porto Alegre (atual Faculdade de Direito da Universidade Federal do Rio Grande do Sul).
Seu último cargo público foi o de procurador-geral do Estado do Rio Grande do Sul, do qual foi nomeado em 29 de abril de 1898, permanecendo até 10 de novembro de 1904, data de seu falecimento.